# إزيكييل هام
إزيكييل هام (بالإسبانية: Ezequiel Ham) (10 مارس 1994 في الأرجنتين -) هو لاعب كرة قدم أرجنتيني في مركز الوسط. لعب مع أرجنتينوس جونيورز.

## وصلات خارجية
- إزيكييل هام على موقع رابطة كرة القدم اليابانية للمحترفين (اليابانية)
- إزيكييل هام على موقع قاعدة بيانات كرة القدم.إي يو (الإنجليزية)
- إزيكييل هام على موقع ناشيونال فوتبول تيمز (الإنجليزية)
- إزيكييل هام على موقع Soccerway.com (الإنجليزية)
- إزيكييل هام على موقع عالم كرة القدم.نت (الإنجليزية)